# ポカテロ (哨戒フリゲート)
|          | |
| 艦歴     | |
| 発注     | |
| 起工     | 1943年8月17日                                                                                                   |
| 進水     | 1943年10月17日                                                                                                  |
| 就役     | 1944年2月18日                                                                                                   |
| 退役     | 1946年5月2日 |
| その後   | 1947年にスクラップとして売却                                                                                    |
| 除籍     | |
| 性能諸元 | |
| 排水量   | 基準 1,430トン 満載 2,415トン                                                                                   |
| 全長     | 303 ft 11 in (92.6 m)                                                                                           |
| 全幅     | 37 ft 6 in (11.4 m)                                                                                             |
| 吃水     | 13 ft 8 in (4.1 m)                                                                                              |
| 機関     | ボイラー3基 5,500軸馬力 タービン2基 2軸推進                                                                     |
| 最大速力 | 20ノット (37 km/h)                                                                                              |
| 航続距離 | |
| 乗員     | 190名 |
| 兵装     | 3インチ50口径対空砲3門 40mm機関砲 4門 20mm機関砲 9門 ヘッジホッグ 1基 対潜爆雷投射機（Y砲）8基 爆雷投下軌条 2条 |

ポカテロ (USS Pocatello, PF-9) は、アメリカ海軍の哨戒フリゲート。タコマ級フリゲートの1隻。艦名はアイダホ州にある都市、ポカテロに因む。

## 艦歴
ポカテロは当初 PG-117 （砲艦）として、1943年8月17日にカリフォルニア州リッチモンドのカイザー・カーゴ社4番ヤードで起工した。1943年10月17日にショショーニ族のポカテロ族長の曾孫娘であるテルマ・ディクシーによって命名、進水し、1944年2月18日に艦長S・G・ガイル沿岸警備隊少佐の指揮下就役した。
カリフォルニア州アラメダのゼネラル・エンジニアリング・アンド・ドライドック社で艤装を行った後4月28日までサンディエゴ沖で整調を行い、ポカテロはウェスタン・シー・フロンティアに配属され、ワシントン州シアトル沖での気象観測任務に就く。5月17日にサンフランシスコを出航し、6月22日にシアトルに到着、1ヶ月後最初の哨戒任務に赴く。
ポカテロの観測担当区域はシアトル西方約1,500マイル (2,400 km) の海域であった。哨戒は海上での30日間の観測とシアトルの港での10日間から成った。ポカテロはステーション上で沿岸警備隊のカッター、ハイダ (USCG Haida) と交替し、終戦までに十数回の哨戒を完了した。その後西海岸で任務を解かれる。ポカテロは処分の予定でサウスカロライナ州チャールストンに送られ、1946年4月6日に到着、5月2日に退役した。ポカテロはチャールストンでニューヨークのJ・C・バークウィット・アンド・カンパニーに売却された。